# Sugimoto Kei
Kei Sugimoto (sinh ngày 4 tháng 6 năm 1982) là một cầu thủ bóng đá người Nhật Bản.

## Sự nghiệp câu lạc bộ
Kei Sugimoto đã từng chơi cho Shonan Bellmare.